# Longitarsus aubozaorum
Longitarsus aubozaorum es una especie de insecto coleóptero de la familia Chrysomelidae. Fue descrita científicamente en 1997 por Biondi.